# سیارک ۷۵۵۸
سیارک ۷۵۵۸ (به انگلیسی: 7558 Yurlov، نامگذاری:1982TB2) هفت هزار و پانصد و پنجاه و هشتمین سیارک کشف شده‌است که در ۱۴ اکتبر ۱۹۸۲ کشف شد.
قدر مطلق سیارک برابر ۱۳٫۴۰ است.